# Ansitz Unterpayrsberg

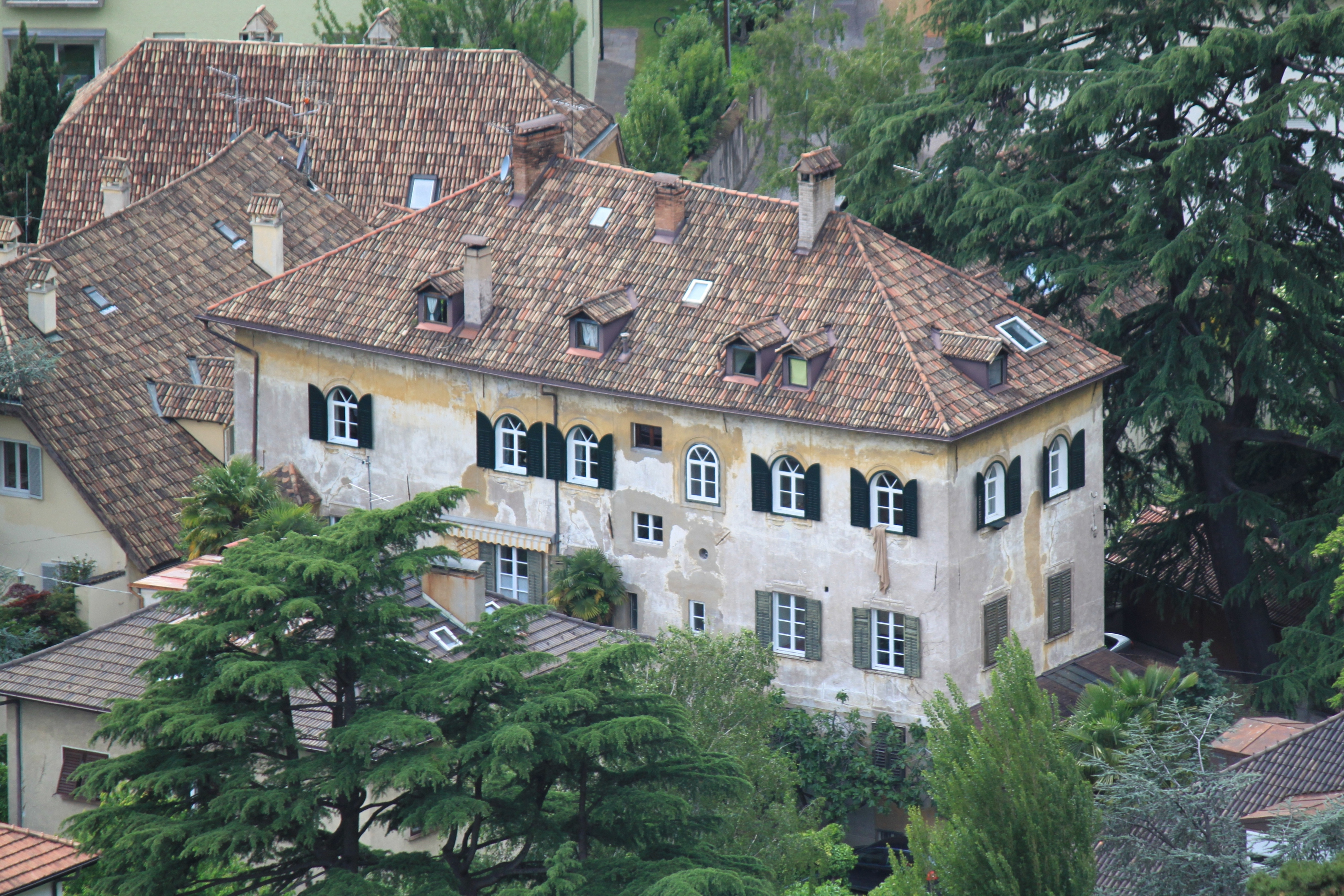
Der Ansitz Unterpayrsberg (Nordostansicht)

Der Ansitz Unterpayrsberg ist ein Edelsitz im Oswaldweg in Bozen. Seit 1989 steht er unter Denkmalschutz.
Payrsberg war ursprünglich ein augsburgischer Gutshof und wurde Ende des 13. Jahrhunderts erstmals erwähnt. Später kam er in die Hand der Boymont-Payrsberg, deren Nachkommen ihn später in Oberpayrsberg und Unterpayrsberg teilten. Unterpayrsberg verkauften die Boymont 1768 an Johann Nepomuk Anton Freiherr von Sternbach, der ihn seinerseits 1807 an die Familie Streiter abtrat, die ihn bis heute besitzt. Der vom Vater ererbte Ansitz erhielt von Bürgermeister Joseph Streiter Mitte des 19. Jahrhunderts sein heutiges Aussehen. Nach der Eigentümerfamilie ist das Gebäude auch als Streiterhaus oder Ansitz Streiter bekannt.

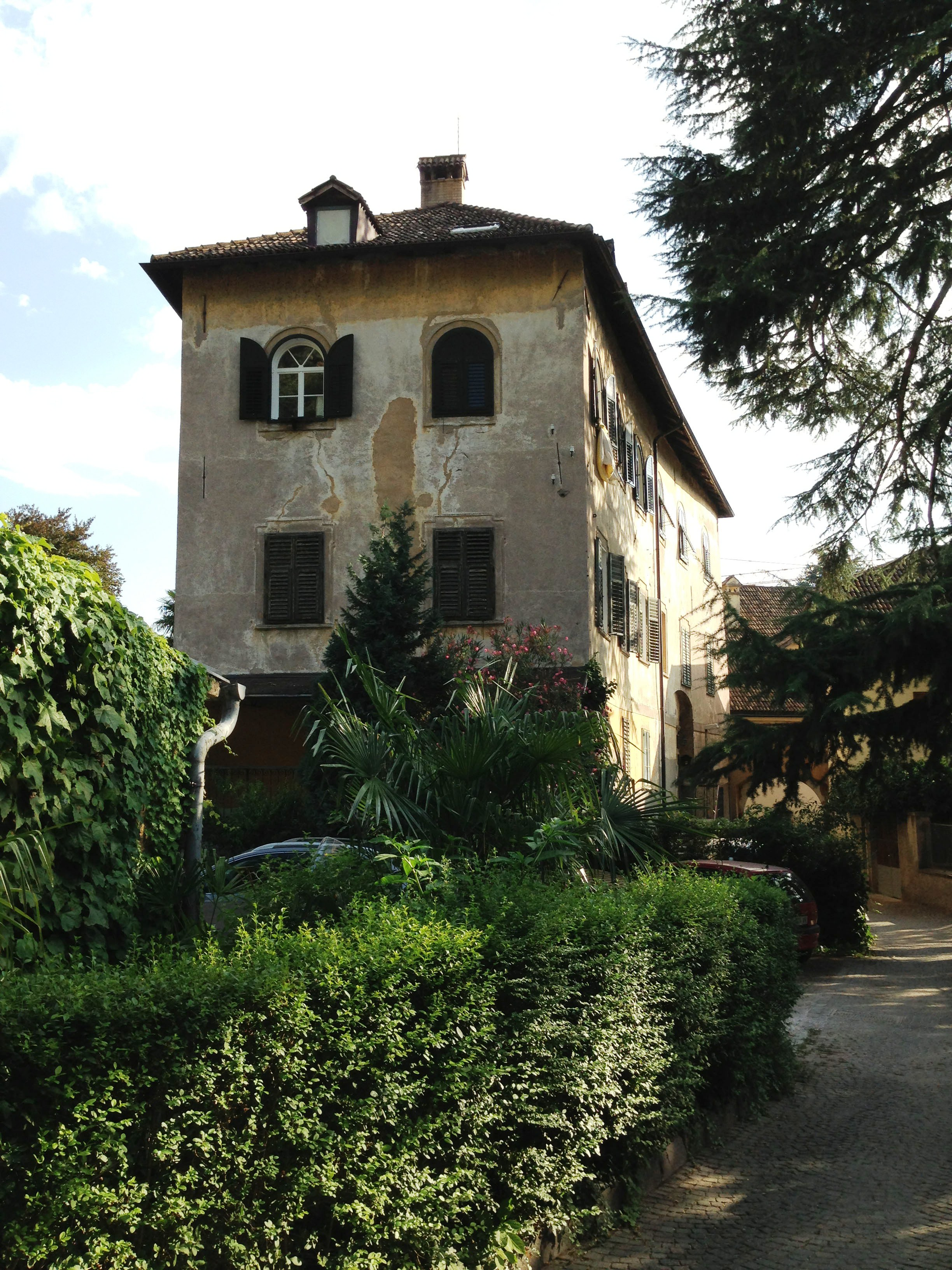
Nordansicht des Ansitzes Unterpayrsberg
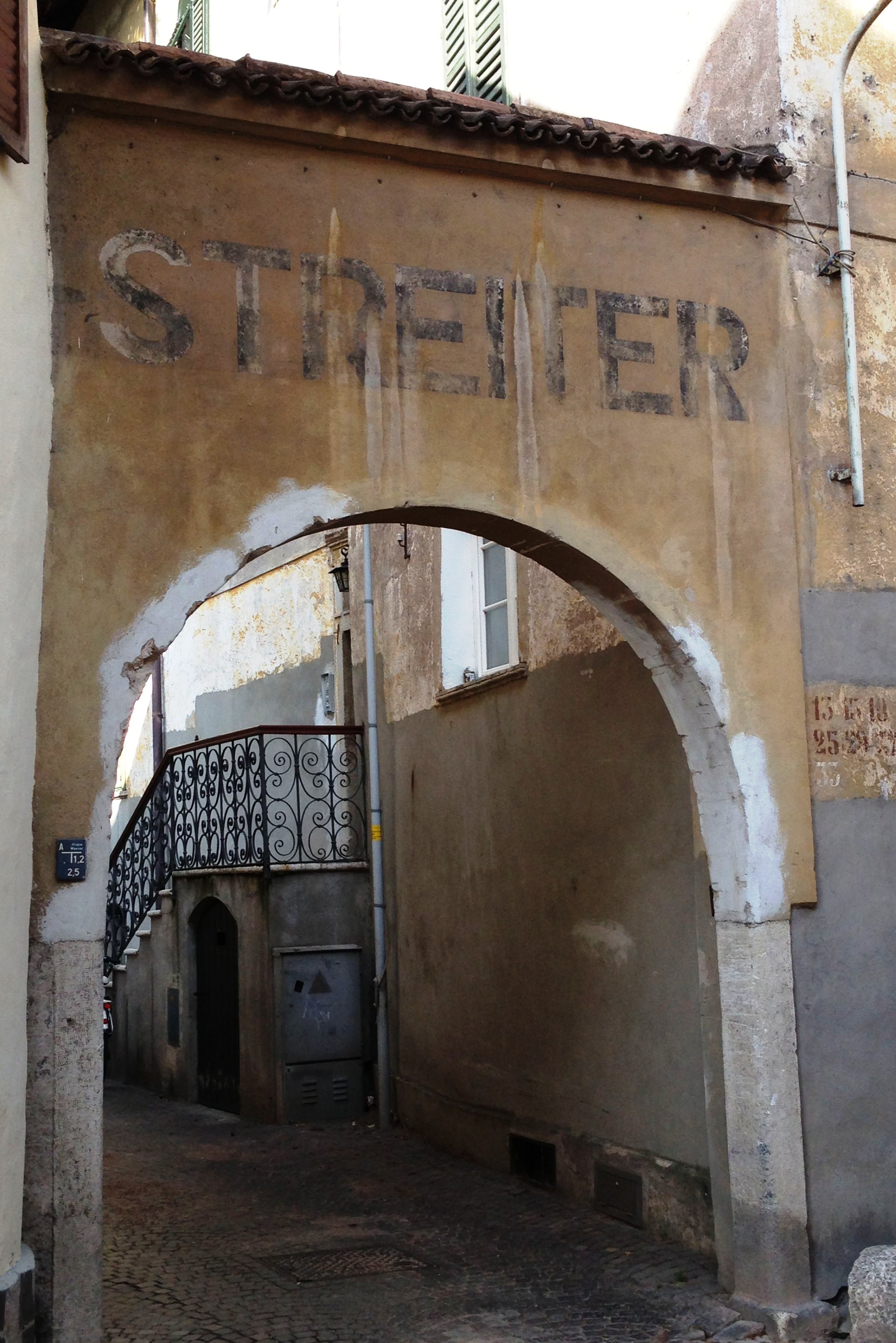
Der Streiterbogen am Eingang zum Ansitz Unterpayrsberg
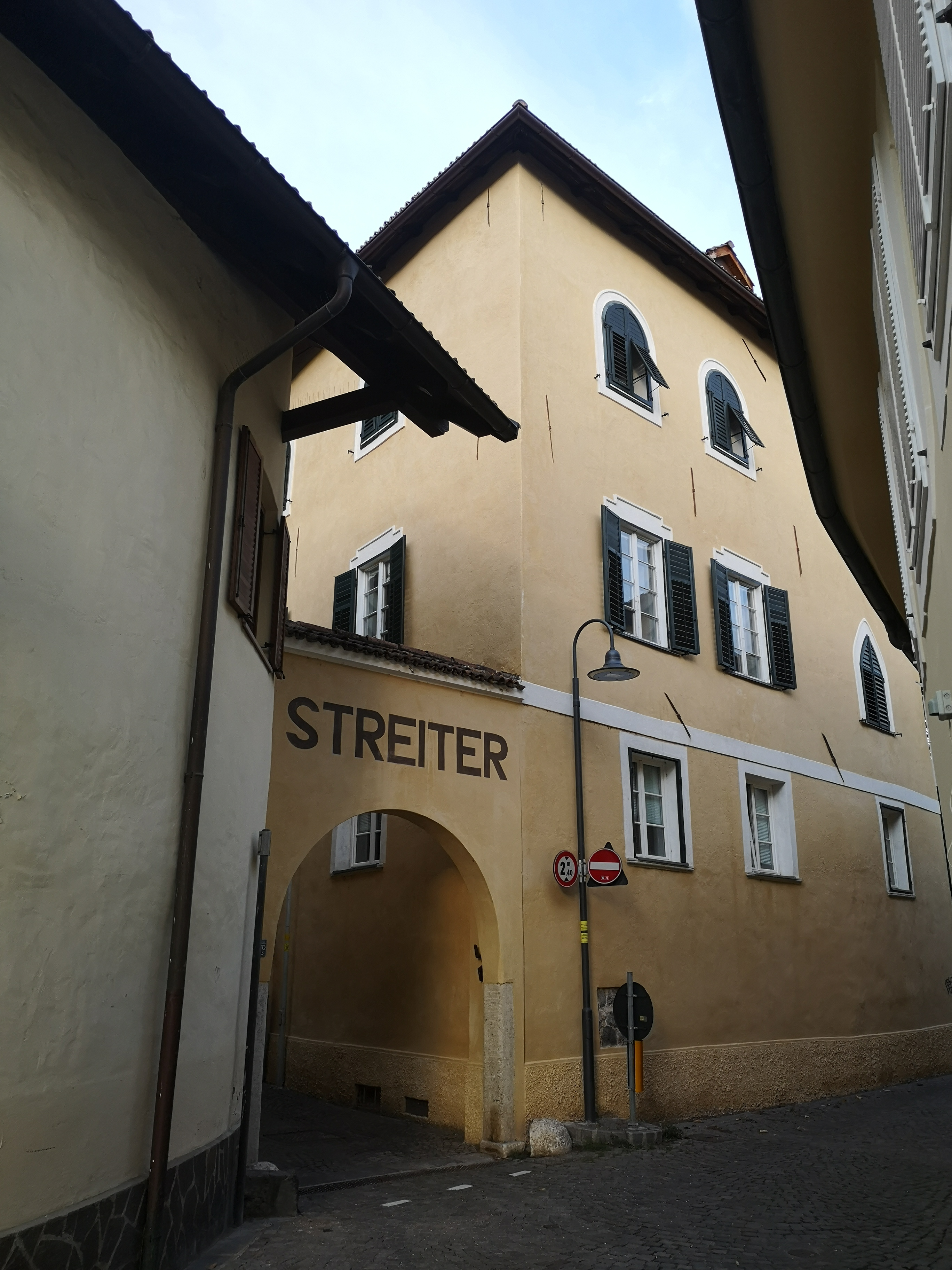
Hofeinfahrt Streiter-Unterpayrsberg vom Oswaldweg